# Монревель, Жан III де Лабом
Жан III де Лабом (фр. Jean III de la Baume; ум. после 13 ноября 1483), граф де Монревель — бургундский и французский государственный деятель.

## Биография
Сын Клода де Лабома, графа де Монревеля, и Гаспарды де Леви.
Виконт де Линьи, сеньор де Валюфен, Фуасья, Монферран в графстве Бургундском, Бонрепо, Сен-Сорлен, Сент-Этьен-дю-Буа, Вале, Презийи и Пем.
Филипп III Добрый жалованной грамотой, данной 2 мая 1460 в Брюсселе, назначил Жана своим советником и штатным камергером. Людовик XI в 1467 году назначил его капитаном Парижа, а грамотой, данной в Пон-де-л'Арше 29 июня 1481, пожаловал должности советника и штатного камергера. Карл VIII грамотой, данной в Божанси 13 ноября 1483, в присутствии графа де Сен-Поля и сеньоров де Майе и де Буази, подтвердил два последних назначения.

## Семья
Жена (5.05.1467, замок Пем (Франш-Конте): Бонна де Нёшатель (ум. ок. 1491), дочь Тьебо VIII де Нёшателя и Гийеметты де Вьен, вдова Антуана де Вержи, сеньора де Монферрана. Принесла в приданое сеньорию Монферран, полученную от первого мужа, и сеньорию Л'Иль-сюр-ле-Ду, унаследованную от своего брата. 16.10.1476 передала права на последнюю своей дочери, составила завещание 27.03.1490
Дочь:
- Бонна де Лабом. Муж (1488): Марк де Лабом, граф де Монревель (ум. после 1527)